# Force de frappe (film, 1990)
Pour les articles homonymes, voir Force de frappe.
Série American Ninja
American Warrior 3
(1989) American Ninja 5
(1993)
Pour plus de détails, voir Fiche technique et Distribution.
Force de frappe (American Ninja 4: The Annihilation) est un film américain réalisé par Cedric Sundstrom, sorti en 1990.

## Synopsis
Deux ninjas américains, Joe Armstrong et Sean Davidson, combattent un terroriste et son armée de ninjas.

## Fiche technique
- Titre : Force de frappe
- Titre original : American Ninja 4: The Annihilation
- Réalisation : Cedric Sundstrom
- Scénario : James Booth
- Musique : Nic. tenBroek
- Photographie : Yossi Wein
- Montage : Claudio M. Cutry
- Production : Ovidio G. Assonitis et Christopher Pearce
- Société de production : The Cannon Group
- Pays :  États-Unis et  Afrique du Sud
- Genre : Action, drame
- Durée : 99 minutes
- Dates de sortie : 
  -  Afrique du Sud : 31 août 1990

## Distribution
- Michael Dudikoff : Joe Armstrong
- David Bradley : Sean Davidson
- James Booth : Mulgrew
- Dwayne Alexandre : Brackston
- Ken Gampu : Dr. Tamba
- Robin Stille : Sarah
- Frantz Dobrowsky : O'Reilly
- Ron Smerczak : Maksood
- Kely McClung : le super ninja
- Jody Abrahams : Pango
- Anthony Fridjhon : Freddie / Treddle
- David Sherwood : Gavin
- Sean Kelly : Norris
- Jamie Bartlett : Segal
- John Pasternak : Carlos
- Robin Smith : Schultz
- Chris Olley : Pig
- Philip van der Byl : Igor
- Isaac Mavimbela : Abdul
- Ted Le Plat : John F.
- Seth Sehloho : le président Bender
- Captain Majara : Pilot
- Nakedi Ribane : Tilly
- Jim Harris : le père de Tilly
- Tony Daly : Dwayne Barnes

## Accueil
À l'instar des autres films de la série, le film est considéré comme un nanar et a fait l'objet d'une critique sur Nanarland.